# Rawadidi
Rawadidi o Ravadidi (anche Revendi) o Banu Rawādi (in arabo بنو روَّاد‎?) (955–1071) sono stati una dinastia curda musulmana sunnita centrata nella regione nord-occidentale dell'Azerbaigian tra la fine dell'VIII e l'inizio del XIII secolo.
Originariamente di origine araba Azdi, i Rawadidi governarono Tabriz e l'Azerbaigian nord-orientale tra la fine dell'VIII e l'inizio del IX secolo. La famiglia divenne curdizzata all'inizio del X secolo e si concentrò su Tabriz e Maragha. Nella seconda metà del X e in gran parte dell'XI secolo, questi discendenti curdi controllavano gran parte dell'Azerbaigian e parti dell'Armenia.

## Storia
L'origine della dinastia Rawadide era collegata al nome del capo tribù Rawwād. I Rawadidi erano forse di origini arabe e arrivarono nella regione a metà dell'VIII secolo, ma si erano curdizzati all'inizio del X secolo e iniziarono a usare forme linguistiche curde come Mamlān per Muḥammad e Aḥmadil per Aḥmad come nomi propri di persona. La famiglia Rawadide si trasferì in Kurdistan a metà dell'VIII secolo e nel X secolo assunse la guida dei Rawādiya, un ramo della tribù curda Hadhabanī. Nella seconda metà del X secolo e in gran parte dell'XI secolo, questi discendenti curdi controllavano gran parte di Azerbaigian e parti dell'Armenia.
La prima forma del nome è scritta "Rewend" nello Sharafnāaeh. Secondo Kasravi, i Rawadidi conquistarono le terre del sovrano sallaride Ibrāhīm I ibn Marzubān I, nell'Azerbaigian nel 979. Abū Manṣūr Wahshūdhān (1019-1054) è stato il sovrano Rawadide più noto, ed è menzionato da Ibn al-Athir. Secondo Ahmad Kasravi, sono stati conservati sessanta panegirici (qasida) del poeta Qatran Tabrizi (XI secolo) dedicati a Wahshūdhān. Dopo la rivolta degli Oghuz contro Mahmud Ghaznavi (998-1030) nel Khorasan nel 1028, circa 2.000 famiglie Oghuz fuggirono in Occidente. Wahshūdhān protesse e permise ad alcuni di loro di stabilirsi nel territorio dei Rawadidi. Diede loro terre e ne fece suoi vassalli, con l'intenzione di usarli nelle guerre contro l'Impero bizantino. Le regioni di Tabriz, Maragha e le fortezze del monte Sahand erano in suo possesso. Nel 1029, aiutò i curdi Hadhbanī a Maragha a sconfiggere le tribù turche degli Oghuz invasori.
Secondo Ibn al-Athīr, Wahshūdhān formò un'alleanza matrimoniale con il primo gruppo di turchi Oghuz che raggiunse l'Azerbaigian per agire contro i suoi nemici. Questa alleanza stimolò l'animosità del sovrano Shaddadide Abū l-Ḥasan Lashkari. Un altro gruppo di turchi arrivò in Azerbaigian nel 1037-1038. Dopo aver saccheggiato Maragha, Wahsudān e suo nipote Abū l-Hayjā misero da parte i loro problemi e unirono le forze contro i turchi Ghuzz. I turchi furono dispersi a Rayy, Isfahan e Hamadan. Un gruppo di turchi rimase a Urmiya. Wahshūdhān invitò i loro capi a una cena e li massacrò nel 1040-1041.
Qatran menzionato su diverse battaglie, tra Wahshūdhān e un gruppo di un Ghuzz, raggiunse l'Azerbaigian nel 1041-1042. Un'intensa battaglia nel deserto di Sarab portò alla sconfitta dei Rawadidi sui turchi.
Dopo aver bandito gli Oghuz, Wahshūdhān migliorò i rapporti con gli Shaddadidi e si recò di persona a Ganja, centro degli Shaddadidi.
Wahshūdhān inviò anche una spedizione ad Ardabil sotto il comando di suo figlio Mamlān II. Il sovrano (sipahbod) di Moghan dovette sottomettersi al conquistatore. Mamlān costruì anche una fortezza ad Ardabīl.
Un devastante terremoto, nel 1042-1043, distrusse gran parte di Tabriz, le sue mura, le case, i mercati e gran parte del palazzo dei Rawadidi. Sebbene Ibn al-Athīr abbia detto che a Tabriz morirono 50.000 persone, Nasir-i Khosrow, che passò per Tabriz quattro anni dopo, fornì la cifra di 40.000 morti e affermò che la città stava prosperando ai tempi della sua visita. Lo stesso Wahshūdhān si salvò perché si trovava in un giardino fuori città.
Tughril conquistò il principato nel 1054, sconfisse il principe di Tabriz Wahshūdhān ibn Mamlān e catturò suo figlio Abū Naṣr Mamlān. Nel 1071, quando Alp Arslan tornò dalla sua campagna contro l'Impero bizantino, depose Mamlān. Il successore di Wahshūdhān, Aḥmad bin Wahshūdhān, signore di Maragha, prese parte alla campagna di Muhammad Malik Shah contro la Siria nel 1110. Il suo titolo completo era Aḥmadil bin Ibrāhīm bin Wahshūdhān al-Rawwādī al-Kurdī. Aḥmadil combatté di nuovo i Crociati durante la Prima crociata. Joscelin fece un trattato di pace con lui durante l'assedio di Tell Bashir (nell'attuale Turchia meridionale, a sud-est di Gaziantep). Fu pugnalato a morte dagli ismailiti nel 1117 a Baghdad. I suoi discendenti continuarono a governare Maragha e Tabriz come Atabakane Maragha fino all'invasione mongola nel 1227.

## Regnanti Rawadidi
1. Muhammad ibn Husayn al-Rawadi (? - c. 953?)
2. Abu l-Hayja Husayn I (955-988)
3. Abul-Hayja Mamlan I (988-1000)
4. Abu Nasr Husayn II (1000-1025)
5. Abu Mansur Wahsudan (1025-1058/9)
6. Abu Nasr Mamlan II (1058/9-1070)
7. Ahmadil ibn Ibrahim ibn Wahsudan (a Maragha) (c. 1100-1116)